# Dschinghis Khan (cântec)

Coperta Dschinghis Khan Taru Taru Mix

"Dschinghis Khan" (ジンギスカン) este al 16-lea single al trupei Berryz Kobo. A fost lansat pe 12 martie 2008, iar DVD-ul Single V pe 26 martie 2008.

Coperta Dschinghis Khan

"Dschinghis Khan" este cover-ul melodiei originale ce a fost lansată în 1979 de către trupa germană Dschinghis Khan.

## Track List

### CD
1. Dschinghis Khan ( ジンギスカン ) 
2. Darling I LOVE YOU (Berryz Koubou version) ( ダーリン I LOVE YOU (Berryz工房 ver) - Dragule te iubesc (varianta Berryz Koubou) 
3. Dschinghis Khan (Instrumental) ( ジンギスカン (Instrumental) ) 

### Ediția limitată
Dschinghis Khan (Dance Shot Ver.) 

### Single V
1. Dschinghis Khan (PV)
2. Dschinghis Khan (Close-up Ver.)
3. Making Eizou ( メイキング映像 ) - Making of 

### 「Jingisukan Taru Taru Mix」 Dschinghis Khan×Berryz Koubou
1. 「Jingisukan Taru Taru Mix」 Dschinghis Khan×Berryz Koubou (「ジンギスカン タルタルミックス」ジンギスカン×Berryz工房) 
2. 「Jingisukan」 Berryz Koubou (「ジンギスカン」Berryz工房) 
3. 「Jingisukan」 Dschinghis Khan (「ジンギスカン」ジンギスカン)

## Credite
1. Dschinghis Khan 
- Versuri: B.Meinunger
- Versuri în japoneză:  Yamamoto Iori
- Aranjare: DANCE*MAN
- Compozitor: R.Siegal

2. Darling I LOVE YOU 
- Versuri: Tsunku
- Aranjare: Sakai Mikio
- Compozitor: Tsunku

## Info
- Dschinghis Khan este primul cover al trupei care a fost lansat ca față A. Interesant e că versurile au fost puțin modificate datorită conținutului neadecvat al versurilor originale, acestea vorbind despre război, viol și consum de alcool.